# Voss & Team
Voss & Team ist eine Verbrauchersendung im Fernsehprogramm des Mitteldeutschen Rundfunks (MDR). Im Magazin werden Verbraucherthemen umgesetzt. Die Sendung wird von Sven Voss moderiert. Er sagt: „Wir […] greifen ein, wenn die Interessen von Verbrauchern […] bedroht sind. Dabei sind wir […] immer auf der Seite der Zuschauer.“
Das Team besteht aus: „Miss Undercover“ ist inkognito unterwegs – ohne Namen und Gesicht, mit versteckter Kamera. Die „Oma-Reporterin“ ist dort im Einsatz, wo vor allem ältere Menschen über den Tisch gezogen werden sollen. Der „Fairbrecher“ zeigt Fallen, in die Verbraucher nicht tappen sollten. Die „Possen“-Reporterin ist da unterwegs, wo beispielsweise Steuergeld verschwendet wird. Sven Voss unterstützt als Ombudsmann Hilfesuchende ganz konkret.